# Toralf Sandø
Toralf Sandø, né le 6 avril 1899 à Flatanger, mort le 4 mars 1970 à Bærum, est un réalisateur norvégien.

## Biographie
Toralf Sandø commence sa carrière en tant qu'acteur puis metteur en scène de théâtre à Oslo. Il réalise à partir de 1930 des films publicitaires, et tourne son premier long métrage en 1933 intitulé Jeppe de la montagne (Jeppe paa Bjerget).

## Filmographie
- 1933 : Jeppe de la montagne (Jeppe paa Bjerget)
- 1936 : Vi bygger landet (en)
- 1937 : By og land hand i hand (en)
- 1937: To levende og en død (en)
- 1938: Bør Børson Jr. (en) (en collaboration avec Knut Hegel)
- 1941: Den forsvundne pølsemaker (en)
- 1942: Det æ'kke te å tru (en)
- 1944: Kommer du, Elsa? (en)
- 1952: Trine!
- 1953 : L'Envol vers le paradis (Flykt till pzrzdiset)